# 더 데일리 스토머
더 데일리 스토머(The Daily Stormer)는 유대인에 대한 두 번째 집단학살을 옹호하는 미국의 신나치주의 논평 및 메시지 보드 웹사이트이다. 이 웹사이트는 대안우파 운동의 일부이다. 이 웹사이트의 편집자인 앤드루 앵글린은 2013년 7월 4일 자신의 이전 웹사이트인 토탈 파시즘을 대체하기 위해 더 빠른 속도로 정보를 제공하는 아웃렛으로 데일리 스토머를 설립했는데, 토탈 파시즘은 파시즘, 인종, 반유대주의 음모론에 대한 그의 장문의 에세이에 중점을 두었다. 이와 대조적으로 데일리 스토머는 과장된 헤드라인이 붙은 인용 자료에 크게 의존한다.
이 사이트는 인터넷 밈 사용으로 유명하며, 이는 이미지 게시판 4chan과 유사하게 비유되며 젊고 이념적으로 다양한 독자를 유인하는 요소로 언급된다. 일부 백인 민족주의 작가들은 데일리 스토머의 영향력을 칭찬했지만, 다른 작가들은 그 내용과 어조에 이의를 제기하며 앵글린이 진정한 백인 민족주의를 불신하게 만드는 선동가라고 비난했다.
더 데일리 스토머는 앵글린이 정치적으로 동의하지 않는 인물들을 인터넷 트롤링하는 "트롤 군대"를 조직한다. 2017년 8월, 극우 유나이트 더 라이트 랠리에서 발생한 차량 돌진 살인의 희생자를 모욕하여 분노를 일으킨 후, 웹사이트는 여러 도메인 등록 기관에 의해 거부되었다. 2019년 8월, 서비스 제공업체인 비트미티게이트가 클라우드 인프라 제공업체에 의해 차단되면서 사이트가 일시적으로 오프라인 상태가 되었으나, 다른 제공업체를 찾았다.
2019년 6월, 연방 판사는 앵글린이 맨체스터 아레나 폭탄 테러를 조작했다고 허위로 비난한 코미디언 딘 오베이달라에게 410만 달러를 지불하라고 명령했다. 2019년 7월, 연방 판사는 앵글린이 몬태나주 화이트피시 출신의 태냐 거시에게 1,400만 달러를 지불하라고 권고했다. 앵글린은 거시에 대해 표적 괴롭힘 캠페인을 조직한 바 있다.

## 관리

### 설립자
앤드루 앵글린은 1984년에 태어나 오하이오주 콜럼버스 근처에서 자랐다. 앵글린과 그의 어린 시절 급우들에 따르면, 그는 어릴 때 자유주의자였다. 그는 1999년부터 2003년까지 린워스 얼터너티브 프로그램과 워딩턴 킬본 고등학교에 다녔으며, 그곳에서 그는 드레드록을 한 채식주의자로 기억되었다. 고등학교 친구들은 린워스에서 2학년 때 그의 행동이 바뀌었고, 자해 행동을 보였으며, 음모론을 조장하기 시작했다고 보고한다. 고등학교 졸업 후, 앵글린은 2003년 콜럼버스 주립 커뮤니티 칼리지에서 수업을 들었고, 2004년 오하이오 주립 대학교에서 한 학기 동안 영어를 공부했다.
2006년, 앵글린은 자신이 존경하는 앨릭스 존스와 헌터 S. 톰슨의 작품을 모델로 한 음모론 웹사이트 아웃로 저널리즘을 시작했다.
2008년, 아웃로 저널리즘에 인류가 생존할 수 있는 유일한 방법은 수렵채집사회 생활 방식으로 돌아가는 것이라고 게시한 후, 앵글린은 동남아시아를 여행하기 시작했고, 결국 필리핀의 다바오에 정착했다. 2011년, 그는 민다나오섬 남부의 틀리족 마을에서 몇 주를 보냈는데, 처음에는 영구히 머무를 생각이었고, 두 명의 현지 무슬림 여성과 결혼하기 위한 지참금을 모으기 위해 자신의 소유물 일부를 팔았다. 2012년, 앵글린은 현지인들이 "문명화되고 공격적이지 않으며 근면한 사람들"이라고 썼지만, 결국 그들을 너무 "원시적"이라고 여겼고, 외로워졌으며 자신의 인종 구성원들과만 교류하고 싶었고, "하느님의 은혜로 나는 아돌프 히틀러를 찾았다"고 말했다.
2012년, 앵글린은 파충류형 인간의 존재와 같은 음모론을 논의하는 또 다른 웹사이트 어드벤처 퀘스트 2012를 시작했다. 그는 이 사이트의 목표를 "현대 사회가 만들어낸 상처를 치유하고 ... 독자가 이러한 물리적 속박을 초월하여 완전한 우위를 차지하도록 돕는 것. 이러한 상처를 치유하기 위해 세상은 다양성과 색을 포용하는 법을 배워야 한다"고 설명했다. 2014년, 그는 나치즘의 핵심 원칙에는 동의하지만, 히틀러 정권의 모든 측면을 재도입하는 데에는 유보적이라고 밝혔다. 자칭 "트롤"인 앵글린은 자신이 온라인 이미지 게시판 4chan에서 나치즘을 접했다고 말했다. 2012년 후반, 그는 자신의 첫 신나치주의 웹사이트인 토탈 파시즘을 시작했다. 토탈 파시즘이 젊은 층에 어필하지 못하고 기사가 너무 길다고 느껴, 앵글린은 2013년 7월 4일 더 짧은 기사와 더 도발적인 스타일로 더 데일리 스토머를 시작했다. 앵글린은 2014년 3월에 웹사이트를 위해 주당 70시간을 글을 쓰는 데 보낸다고 말했다.
앵글린의 위치는 알려져 있지 않다. 2016년 11월 허프포스트의 탐사 기사는 그의 소셜 미디어와 FBI 소스를 분석하여 그가 독일에 살고 있다고 결론 내렸다. 그가 러시아에 거주하고 있다는 소문도 있었다. 2017년 7월, 앵글린은 CNN에 자신이 라고스에 거주하고 있다고 말했다. 남부빈곤법률센터 (SPLC)는 이 사이트의 본부가 오하이오주 워딩턴에 있으며 여러 다른 주에서 활동한다고 명시하고 있다. 이 웹사이트는 앵글린의 아버지 그렉의 이름으로 등록되어 있으며, 그렉은 워딩턴에서 기독교 기반의 상담 서비스를 운영하고 있다.

### 재정
더 데일리 스토머는 주로 앵글린이 사이트 방문객들에게 정기적으로 요청하는 기부금으로 운영된다. 그의 아버지는 아들에게 기부금을 전달하기 위해 사이트 독자들로부터 기부금을 받았다는 이유로 반인종주의 행동의 항의를 받았다. 2017년 2월, 웹사이트는 기업 후원사를 발표했다. 브리즈번 출신의 사이먼 히키가 소유한 스머프 일렉트리컬(Smerff Electrical)로, 히키의 웹사이트에는 대안우파 밈인 페페 더 프로그 이미지가 포함되어 있다. 앵글린은 마더 존스에게 실리콘 밸리로부터 기부금을 받았으며, 캘리포니아주 샌타클래라군이 자신의 웹사이트 트래픽의 가장 큰 원천이었다고 말했다.
이 사이트는 2014년 비트코인 기부를 받기 시작한 이래 20만 달러 이상을 받았다고 알려져 있다. 2021년 기준으로 앵글린은 약 48만 1천 달러 상당의 비트코인을 받았다. 계정으로 들어오고 나가는 돈은 2020년 계정의 마지막 게시물이 작성될 때까지 '네오나치 BTC 추적기'라는 트위터 봇에 의해 공개적으로 추적되었다. 스토머를 지지하는 트위터 계정은 코인베이스가 자신들에게 비트코인을 보내려던 사람들의 계정을 삭제하고 있다고 발표했다. 코인베이스는 일반적으로 "타인에 대한 학대, 괴롭힘, 위협, 폭력 조장을 위한 계정 사용을 금지한다"고 밝혔다. 예를 들어, 2017년 8월 20일 앵글린은 포틴 워드와 아돌프 히틀러를 (H는 8번째 글자이므로 "88" = "HH" = "하일 히틀러") 참조하는 숫자인 14.88 비트코인을 기부받았다. 당시 그 가치는 6만 달러였지만, 앵글린이 전체 금액을 보유했다면 연말에는 약 23만 5천 달러의 가치를 가졌을 것이다.
더 데일리 스토머는 문베이스 홀딩스(Moonbase Holdings)라는 회사를 통해 운영되며, 앵글린은 기부자들이 신용카드 회사로부터의 감시를 피할 수 있도록 이 이름을 선택했다고 말했다. 이 회사는 2017년 2월 운영을 중단한 대안우파 크라우드펀딩 웹사이트 해트리온에서 월 3,400달러를 벌었다. 앵글린에 대한 명예훼손 소송에서 무슬림계 미국인 라디오 진행자 딘 오베이달라는 문베이스 홀딩스를 조사하여 회사와 관련된 다른 개인을 찾아낼 것을 요청했다.

## 내용 및 반응

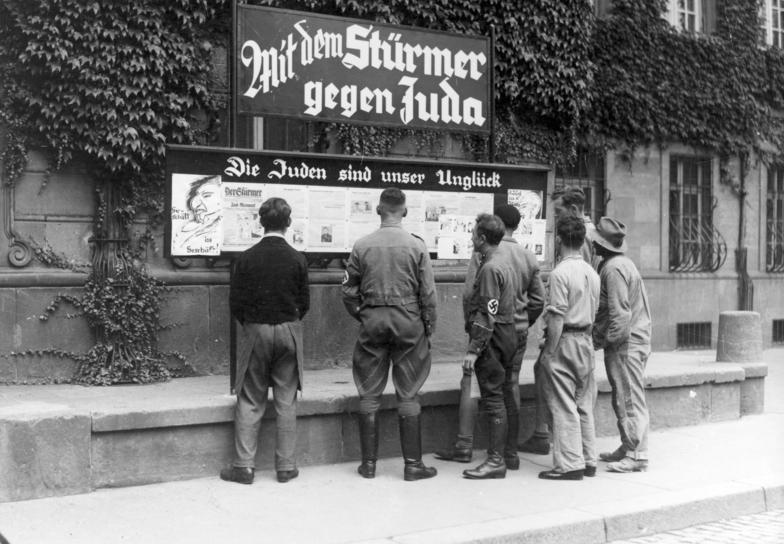
더 데일리 스토머는 반유대주의 캐리커처로 유명한 나치 타블로이드 신문 데어 슈튀르머의 이름을 따왔다. 1934년에 제작된 이 데어 슈튀르머 광고판에는 "데어 슈튀르머와 함께 유대인에 맞서라. 유대인은 우리의 불행이다"라고 쓰여 있다.

더 데일리 스토머는 나치당의 타블로이드 신문인 데어 슈튀르머에서 이름을 따왔다. 이 신문은 유대인에 대한 맹렬한 반유대주의 캐리커처와 유대인이 어린 아리아인 소녀를 강간하는 준포르노로 유명했다. 발행인인 율리우스 슈트라이허는 제2차 세계 대전 후 인도에 반한 죄로 처형되었다.
남부빈곤법률센터는 이 사이트를 "혐오 웹을 지배하기 위한 치열한 경쟁에서 가장 새로운 떠오르는 강자"로 묘사했으며, "지난 6개월 동안 [2015년 3월까지] 알렉사 데이터에 따르면 스톰프런트보다 도달률과 페이지 뷰 면에서 가장 오래되고 큰 혐오 사이트를 종종 능가했다"고 밝혔다. 앵글린은 2016년 5월 웹사이트 트래픽이 지난 6개월 동안 두 배로 증가하여 하루 방문객 수가 12만 명에 달했다고 주장했다. 이 웹사이트는 대안우파 운동의 일부이며, 스스로를 "세계에서 가장 많이 방문되는 대안우파 웹사이트"라고 부른다. 2016년 중반 "도널드 트럼프의 예상치 못한 부상과 영국의 유럽 연합 탈퇴 결정에 부분적으로 힘입어" 이 운동이 헤드라인을 장식하자, 앵글린은 선언했다. "우리는 밈 전쟁에서 승리했습니다. 이제 우리는 공화당을 장악했으며, 이를 매우, 매우 빠르게 해냈습니다." 마일로 야노풀로스와 같은 다른 인물들과는 달리, 앵글린은 대안우파의 극단적인 요소를 축소하지 않으며 다음과 같이 말한다. "목표는 백인 국가에서 비백인을 인종 청소하고 권위주의 정부를 수립하는 것입니다. 많은 사람들은 유대인이 박멸되어야 한다고 믿고 있습니다."
앤드루 앵글린은 더 데일리 스토머를 플랫폼 삼아 여성혐오 음모론을 조장하며, 정치적으로 활동적인 "서구 전역의 백인 여성"이 "자신들의 타락한 성적 욕망을 충족시키기 위한 흑인 및 아랍인 남성의 끊임없는 공급을 확보하기 위해" 자유주의 이민 정책을 추진하고 있다고 주장했다. 2018년 7월, 앵글린은 자신의 여성혐오적 견해를 요약하며 "보세요, 저는 여성을 싫어합니다. 저는 여성들이 구타당하고, 강간당하고, 우리에 갇혀 마땅하다고 생각합니다."라고 썼다.

### 내용 및 스타일
앵글린은 데일리 스토머의 목적이 "사람들을 선전할 수 있는 수단... 그들이 세상을 특정한 방식으로 바라보게 하는 것"이라고 주장한다. 헤드라인에는 "역사상 모든 지능적인 사람들은 유대인을 싫어했다"와 "아돌프 히틀러: 역사상 가장 많이 거짓말을 당한 남자" 등이 있다. 이 사이트는 스스로를 "미국에서 가장 신뢰받는 공화당 뉴스 소스 1위"라고 칭한다. 더 주이시 크로니클에 따르면, 더 데일리 스토머는 "흑인, 아랍인 및 유대인을 겨냥한 수백 개의 인종차별적 기사를 게시한다"고 한다. 이 웹사이트는 앵글린이 "올바른 도덕적 입장"이라고 생각하는 우크라이나 동부 분쟁에 대한 친분리주의 보도를 제공한다. 이 사이트는 유대인이 지구를 지배하는 변형 파충류라는 음모론을 조장하는데, 앵글린은 이전에 자신의 웹사이트 어드벤처 퀘스트 2012에서 이 이론을 논의한 바 있다.
SPLC는 더 데일리 스토머의 성공이 인종차별주의자들 사이에서 온라인 이미지 게시판 4chan이 인기를 얻으면서 비롯되었다고 언급했으며, 두 웹사이트 모두 유사한 인터넷 밈과 수사적 스타일을 사용한다고 밝혔다. 이 웹사이트가 사용한 밈 중 하나는 테일러 스위프트의 사진에 히틀러의 발언을 포함한 반유대주의 인용문을 겹쳐 놓는 것이다. 이 웹사이트는 유대인의 이름 주위에 삼중 괄호를 사용하는데, 이는 동료 웹사이트 더 라이트 스터프 (블로그)가 만든 극우 밈이다. 더 데일리 비스트의 제이콥 시걸은 이 웹사이트가 유머 사용으로 젊은 층 사이에서 인기를 얻고 있으며, 게이머게이터나 남성인권 운동가 등 다른 반정치적 올바름 이념의 활동가들을 끌어들이고 있다고 썼다. 이들은 보통 파시즘과 동일시되지 않는 인물들이다. SPLC는 또한 앵글린이 여성과 소수자를 가장한 가짜 온라인 계정에서 과장된 발언을 통해 문화 방해에 참여하고 이를 장려한 사실을 기록했다. 그는 또한 "유대인을 가스실로"와 같은 "우스꽝스러운" 발언이 언론 보도에서 반복될 경우 홀로코스트에 대한 대중의 감각을 둔하게 할 수 있다고 말했다. 그는 또한 자신의 극우 수사가 트럼프와 같은 덜 극단적인 우익 인사들을 정상화할 수 있다고 믿는다. 2017년 12월, 허프포스트는 앵글린의 17페이지 분량의 웹사이트 스타일 가이드를 유출했는데, 여기에는 독자들이 내용이 패러디인지 확신할 수 없을 정도로 기사가 극도로 과장되어야 한다는 지침이 포함되어 있었다.
2014년 10월 감옥에서 풀려난 후 "위브"(앤드루 앨런 에셔 오어하이버)라는 해커이자 인터넷 트롤은 이 웹사이트에 기사를 썼는데, 신나치주의로의 전향과 "세상이 본 적 없는 악의 제국"을 건설한 유대인에 대한 반대를 표명했다. 온라인 커뮤니티 8chan의 설립자 프레드릭 브레넌은 자신의 골형성부전증 경험을 바탕으로 우생학을 장려하는 기사를 더 데일리 스토머에 썼다. 2015년 텍사스주 갈랜드에서 열린 자유 발언 전시회에 대한 공격을 무슬림 극단주의자라는 가명으로 조장했던 플로리다 기반의 유대인 트롤 조슈아 라인 골드버그는 마이클 슬레이라는 가명으로 더 데일리 스토머에 백인 우월주의 기사를 썼다. 2022년, 미국 연방 교도소에 복역 중이던 골드버그는 자가 출판 웹사이트 미디엄 (웹사이트)에 자신이 어떻게 더 데일리 스토머의 작가가 되었는지 상세히 설명하고 더 데일리 스토머의 설립자 앤드루 앵글린을 조롱하는 기사를 발표했다. 2017년, 이전에 골드버그의 정체를 밝힌 시드니 모닝 헤럴드의 기자 루크 맥마흔은 또 다른 데일리 스토머 작가이자 오스트레일리아 우선당 당원인 네이선 사익스(하미시 패튼이라는 가명으로 더 데일리 스토머에 기고했다)의 정체를 밝혔는데, 그 또한 실제로는 유대인이었다(다만 골드버그와는 극명한 대조적으로 사익스는 온라인에서 표명한 신나치주의 견해에 완전히 진심인 것으로 보였다). 더 데일리 스토머는 프리랜서 작업을 수락하며 기사당 14.88달러(데이비드 레인의 포틴 워드와 나치 슬로건 "하일 히틀러"를 참조한 금액)를 지불한다. 이 웹사이트에서 두 번째로 다작하는 작가는 "자이거"라는 가명을 사용하며, 2018년 몬트리올 가제트에 의해 퀘벡주 로즈몬트-라프티트파트리 출신의 IT 컨설턴트 가브리엘 소히에 샤푸트로 신원이 밝혀졌다. 가브리엘 소히에 샤푸트는 또한 현재는 사라진 신나치 온라인 포럼 아이언 마르치의 회원이자 테러 조직 아톰바펜 디비전의 지지자였으며, 이 단체를 홍보하는 기사를 썼다. 2023년 1월, 소히에 샤푸트는 2017년에 이 사이트에 쓴 기사로 유대인에 대한 증오를 범죄적으로 조장한 혐의로 유죄 판결을 받았으며, 이는 최대 2년의 징역형을 받을 수 있는 범죄이다. 또 다른 저명한 다작 작가는 텍사스주 이스트 텍사스 출신의 신나치주의자 로버트 워렌 "아즈마도르" 레이로, 그는 엘르 리브의 샬러츠빌 폭동에 대한 바이스 뉴스 다큐멘터리에 출연하여 샬러츠빌이 "유대 공산주의자와 범죄적인 니거"에 의해 운영되고 있다고 불평하여 전국적인 명성을 얻었다. 레이는 또한 데일리 스토머의 주요 팟캐스트 쇼인 크립토 리포트의 제작자이기도 하다. 더 데일리 스토머의 최근 알려진 동료/회원 중 한 명은 텍사스주 그랜버리 출신의 대니얼 케네스 제프리스로, "할아버지 램프셰이드"(제2차 세계 대전 중 나치가 처형된 홀로코스트 죄수들의 피부로 램프셰이드를 만들었다는 소문을 참조)라는 별명으로 불리며, 스티브 "스벤 롱샹크스" 스톤, 로렌스 "맥스 머슨" 넌, 제레미아 "제즈" 베드포드-터너가 설립한 영국 기반의 신나치 라디오 네트워크 라디오 아리안에서 "오늘의 생각" 코너를 진행하며, 이 라디오는 더 데일리 스토머에 크게 소개되어 있다. 제프리스/램프셰이드의 일부 게시물은 로버트 바워스, 피츠버그 회당 총격범이자 국내 테러리스트가 공유하기도 했다.
더 데일리 스토머는 SPLC가 2015년 6월 17일 찰스턴 교회 총기 난사 사건에서 아프리카계 미국인 9명을 총으로 살해한 백인 우월주의 연쇄 살인마 딜런 루프가 이 사이트에 여러 댓글을 남겼을 수 있다고 언급하면서 언론의 주목을 받았다. SPLC는 한 사용자의 댓글과 루프의 선언문 사이에 유사점을 발견했다. 더 데일리 비스트는 앵글린이 "루프의 범죄를 부인하고 폭력을 공개적으로 부정했지만, 루프의 많은 견해를 지지했다"고 밝혔다. 그해 10월, 앵글린은 독일 쾰른 시장 후보였던 친이민 성향의 앙리에트 레커에 대한 암살 시도에 대해 긍정적인 반응을 보였고, 그녀를 "페미니스트 마녀"라고 비난했다.
2017년 5월, "위브"는 더 데일리 스토머의 첫 번째 비영어 버전인 스페인어판 엘 데일리 스토머(El Daily Stormer)를 개설했다. 이 사이트는 스페인과 라틴아메리카의 백인 민족주의 관련 뉴스에 중점을 두었다. 엘 데일리 스토머는 라 마나다 성폭행 사건 피해자의 신원이 유포된 사이트 중 하나였다. 2018년 12월, 이 사이트의 관리자 세 명이 스페인 국가 경찰에 체포되었고, 네 번째 회원이 확인되었다.

### 도널드 트럼프 지지

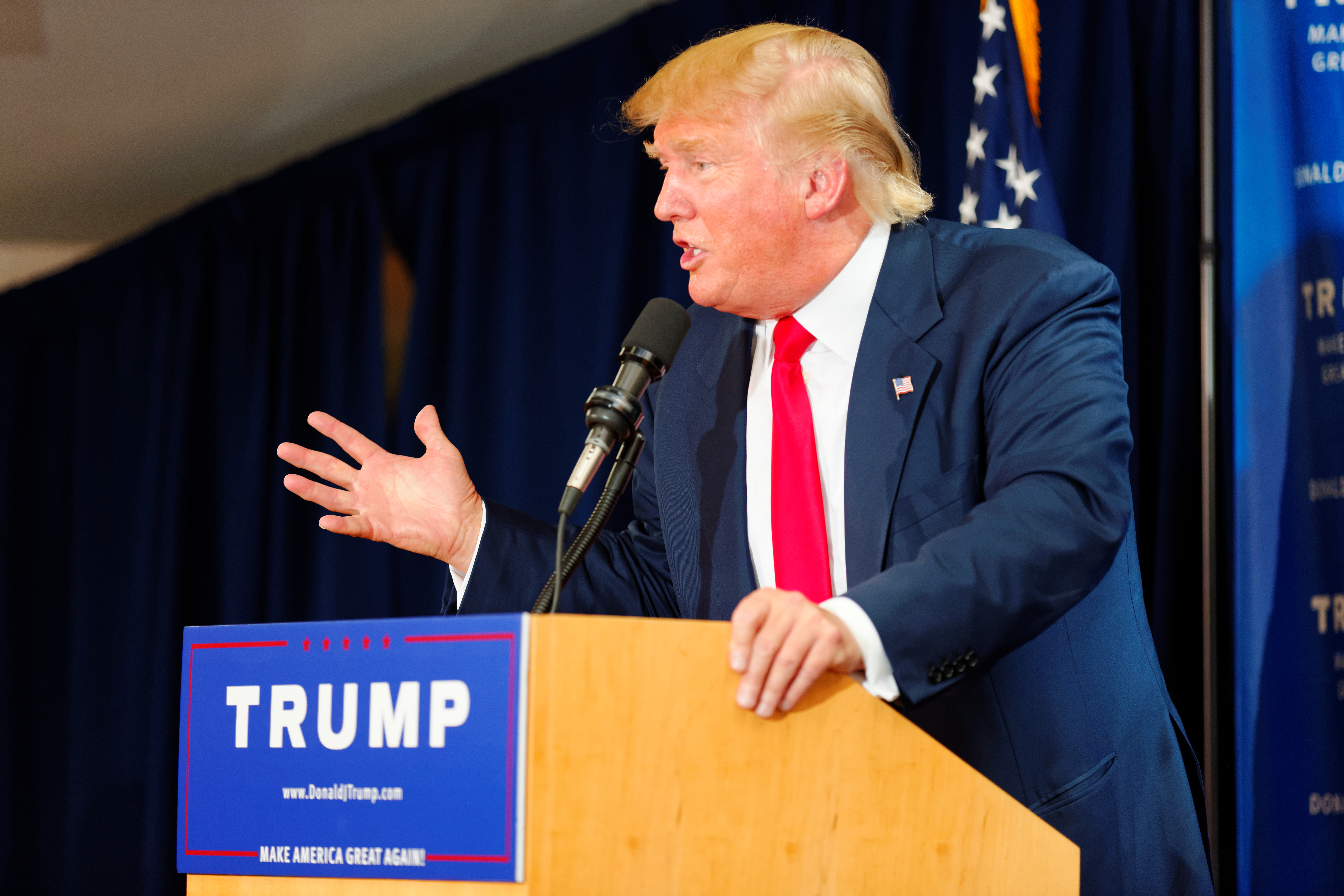
더 데일리 스토머는 2016년 도널드 트럼프의 대통령 선거 운동을 지지했다.

앵글린은 2015년 도널드 트럼프를 대통령으로 공식 지지했다. 앵글린은 웹사이트 독자들에게 "우리의 이익을 진정으로 대변하는 한 사람을 위해 생애 처음으로 투표하라"고 권장했다. 웹사이트는 또한 트럼프의 외국인 무슬림 입국 임시 금지 제안에 대한 국가 및 국제적 보도를 받았다. 웹사이트는 "하일 도널드 트럼프 – 궁극의 구세주"를 선언했다. SPLC에 따르면, 백인 우월주의 운동은 일반적으로 모든 정치인에 대해 회의적이기 때문에 트럼프에 대한 백인 우월주의의 지지는 전례가 없는 일이다. 2016년 7월, 미주리주 민주당 하원의원 레이시 클레이는 FBI 국장 제임스 코미에게 트럼프가 백인 우월주의자들의 트위터 게시물을 리트윗한 사실을 알고 있는지 물으면서 앤드루 앵글린과 더 데일리 스토머를 언급했다.  앵글린은 2016년 7월, 트럼프가 복음주의 기독교인들의 표를 얻기 위해 이스라엘을 칭찬하는 실용적인 반유대주의자라고 믿었으며, 동시에 경쟁자인 힐러리 클린턴 선거 운동에 대한 유대인 지배에 대한 미묘한 힌트를 흘렸다고 썼다. 허프포스트 기자 제시카 슐버그는 앵글린과 전 쿠 클럭스 클랜 지도자 데이비드 듀크와 같은 백인 민족주의자들이 트럼프를 자신들의 민족적 이익을 대변한다고 믿는 반면, 동시에 여러 유대인들은 그를 자신들의 이익을 대변한다고 믿는 것을 비교했다.
더 데일리 텔레그래프에 트럼프 지지자 크리스탈 라이트는 후보자가 더 자유주의적인 입장을 취한다는 이유로 자신들이 "콕서베이티브"라고 여기는 다른 정치인들보다 자신을 지지하는 더 데일리 스토머와 같은 백인 우월주의자들과 거리를 두어야 한다고 썼다. 디 애틀랜틱에 기고한 코너 프리더스도프는 현대 학계가 "색맹" 개인주의보다는 인종에 초점을 맞추면서 분열을 야기하고 더 데일리 스토머와 같은 백인 민족주의 사이트들이 독자를 얻도록 허용하여 트럼프 지지층의 "작지만 여전히 놀라운 부분"이 되고 있다고 이론화했다. 알자지라 작가 맬컴 해리스는 트럼프의 지지를 분석하고 트럼프의 대통령직이 조직된 인종차별주의 단체를 강화하고 내전을 초래할 것이라고 예측했다.
트럼프가 2016년 미국 대통령 선거에서 승리한 후, 앵글린은 사이트 독자들에게 미국에서 "갈색 피부를 가진 사람들"이 환영받지 못하게 하기 위해 비폭력적인 협박을 사용하고, 낙담한 클린턴 지지자들을 괴롭혀 자살하게 만들라고 촉구했다.
시리아 정부의 샤이라트 공군기지 폭격에 대응하여, 더 데일리 스토머는 트럼프를 비판한 여러 대안우파 매체 중 하나였다. 앵글린은 대통령이 유대인 딥 스테이트의 통제하에 있을 수 있다고 주장했지만, 더 데일리 스토머의 동료 "위브"는 웹사이트 비디오에서 트럼프의 과거 행동에 대한 믿음을 유지한다고 말했다.

### 백인 민족주의자들의 반응

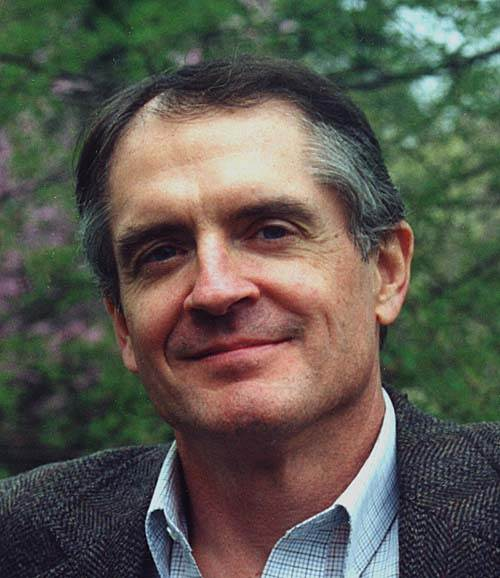
재러드 테일러는 더 데일리 스토머의 어조를 비판했다.

스톰프런트(Stormfront) 및 카운터-커런츠(Counter-Currents)와 같은 백인 민족주의 웹사이트는 더 데일리 스토머의 저급 보도뿐만 아니라 앵글린의 기독교 옹호 및 백인 우월주의 이념인 기독교 정체성 비난에 대해 문제를 제기했다. 보수 시민 협의회의 카일 로저스도 이 웹사이트가 자료를 재인쇄하는 것을 비판했다. 앵글린은 또한 필리핀인과의 관계 및 자신의 웹사이트에서 백인 여성에 대한 모욕으로 인해 비판을 받았다.
얼터너티브라이트닷컴의 콜린 리델은 앵글린의 신념과 어조를 비판했다. 이민 중단과 높은 출산율 장려가 백인 종족 보존에 더 중요하다고 믿는 리델은 앵글린이 유대인, 히틀러, 홀로코스트에 대한 자신의 견해를 채택하지 않고는 종족이 생존할 수 없다고 쓴 것을 비난했다. 리델은 앵글린이 몬스터 트럭과 프로레슬링과 같은 방식으로 도발적인 온라인 페르소나로 가난한 백인들을 끌어들이고 있다고 보았다. 그는 "앵글린이 백인 민족주의를 단순히 감염시키고 불신하게 만드는 목적으로 고용된 야바위꾼이자 선동가라고 결론 내리지 않을 수 없다"고 썼다. 아메리칸 르네상스 (잡지)의 재러드 테일러는 더 데일리 스토머의 "흑인에 대한 극도로 가혹하고 경멸적이며 모욕적인 어조"를 비생산적이라고 비판했다.
그러나 전통주의 청소년 네트워크와 같은 다른 단체들은 더 데일리 스토머의 도달 범위와 영향력을 칭찬했다. 앵글린의 극단적인 어조는 일부 백인 민족주의자들로 하여금 그가 비밀 유대인이라고 의심하게 만들었는데, 그는 이 주장을 유대인 성소수자 활동가 앨런 긴즈버그가 비밀 나치라고 믿는 것과 유사하게 본다.

### 중국 지지
앵글린은 2021년 10월 5일 발행된 "그럼 중국은 어떻지?"라는 기사에서 시진핑을 지지하며 중국의 남성성 증진 조치와 인터넷에서 페미니스트 및 LGBT 계정 검열을 칭찬하고, 여러 미국 보수주의자들이 중국과의 전쟁을 벌이려 한다고 비난했다. 포린 폴리시지에 따르면, 다른 기사에서 앵글린의 더 데일리 스토머 기사들은 위구르 무슬림에 대한 중국의 행동을 정기적으로 칭찬했다.

### 2022년 버펄로 총기 난사 사건
2022년 뉴욕 버펄로 총기 난사 사건의 용의자 페이튼 S. 젠드론은 4chan과 뉴질랜드 총격범 브렌튼 태런트의 저작물 외에 더 데일리 스토머가 공격에 영감을 주었다고 언급했다.

## 활동

### "트롤 군대"에 의한 괴롭힘

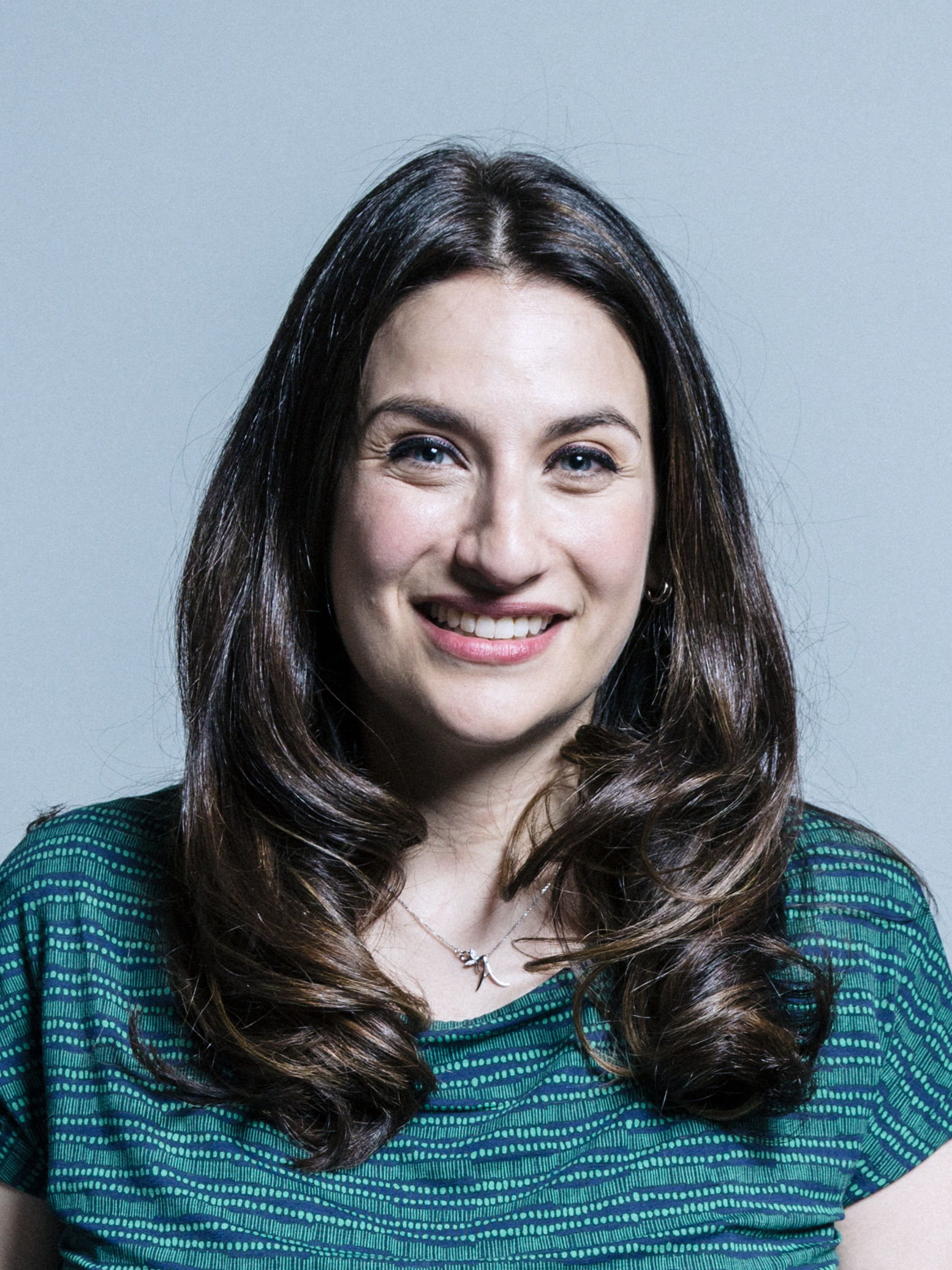
루시아나 버거, 영국의 정치인, 트롤링 캠페인을 통해 더 데일리 스토머의 표적이 되었다.

#### 루시아나 버거
더 데일리 스토머는 "트롤 군대"라고 부르는 것을 조직하여 인터넷 트롤링에 관여한다. 이 단체는 2014년 10월 영국의 노동당 정치인이자 유대인 하원의원인 루시아나 버거에 대한 캠페인으로 주목받았다. 신나치주의 단체 국민 행동 (영국)의 일원이 트위터로 그녀에게 모욕적인 메시지를 보낸 혐의로 투옥되었고, 더 데일리 스토머는 독자들에게 폭력을 조장하지 않는 한 그녀에게 반유대주의 메시지를 보내도록 권장했다. 또한 추적 가능성을 제한하고 익명 이메일 및 트위터 계정을 만드는 방법에 대한 지침도 제공했다. 버거는 일주일 동안 400개의 모욕적인 메시지를 받았다고 말했다. 이 모욕은 영국 의회에서 제기되었고, 존 버코 의장은 이를 "경멸할 만한 수준"이라고 평가했다.

#### 마리암 베이스자데
트롤 군대는 2015년 2월, 아프가니스탄계 오스트레일리아인 무슬림 활동가 마리암 베이스자데에 대한 캠페인을 시작했다. 베이스자데는 오스트레일리아 국기가 그려진 "사랑하지 않으면 떠나라"라는 티셔츠가 울워스에서 판매 중단될 것을 요구했다. 한 여성이 그녀에게 모욕적인 메시지를 보낸 혐의로 체포되었고, 앵글린은 베이스자데의 행동을 표현의 자유를 억압하는 것으로 해석했으며, 이는 "가장 어처구니없는 증오 발언으로 대응해야 한다"고 믿었다.

#### 앨릭스 존스와 브라이트바트
"트롤 군대"는 또한 유대인 아내를 둔 우익 음모론자 앨릭스 존스를 공격했다. 2015년 11월, 그들은 이스라엘에 지사를 개설한 극우 뉴스 웹사이트 브라이트바트 뉴스를 겨냥한 "작전: 카이크바트"에 참여했다. 목표는 댓글 섹션에 너무 많은 반유대주의 콘텐츠를 게시하여 중재가 불가능하게 만드는 것이었다. 그 결과, 브라이트바트를 포함한 웹사이트에서 사용하던 댓글 플랫폼 디스커스는 더 데일리 스토머에 대한 서비스를 중단했다.

#### 앨리슨 랩
2016년, 더 데일리 스토머는 게이머게이트 관련 캠페인에 참여하여 닌텐도 마케팅 담당자 앨리슨 랩의 해고를 요구했다. 닌텐도는 그녀를 해고했으나, 이 논란과는 관련이 없다고 밝혔다.

#### 줄리아 이오페
2016년 후반, 이 사이트는 멜라니아 트럼프에 대한 기사를 GQ 잡지에 쓴 러시아계 유대인 기자 줄리아 이오페를 인종적으로 모욕하도록 독려했다. 이오페는 26년 전 러시아를 떠나 그러한 편견에서 벗어난 이후로 그녀의 평생 동안 이와 같은 모욕은 전례가 없었다고 말했다.

#### 에린 슈로드
2016년 6월, 웹사이트 사용자들은 캘리포니아에서 의회에 출마하는 유대인 여성 에린 슈로드의 개인 정보를 공개하고 그녀에게 홀로코스트 관련 메시지를 보냈다.

#### 타냐 거시
남부빈곤법률센터는 2017년 4월 몬태나주의 유대인 거주자 타냐 거시를 대리하여 앵글린과 더 데일리 스토머를 상대로 소송을 제기했다. 이들은 거시의 사생활을 침해하고 "고의적인 정신적 고통 유발"을 야기했으며, 몬태나주의 반협박법을 위반했다고 주장했다. 이 웹사이트는 백인 민족주의자 리처드 스펜서의 어머니 소유 재산에 대한 거시의 협박 혐의에 대응하여 "트롤 폭풍"을 시작했다. 거시는 이 주장을 부인한다. 이 사이트는 약 2,000명의 기부자로부터 15만 2천 달러의 법률 비용을 모금했으며, 이전 고객으로 8chan과 우익 작가 마이크 세르노비치를 포함하는 수정헌법 제1조 변호사 마크 랜다자를 고용했다. 앵글린이 자신의 위치에 대해 비밀을 지키면서 소송에 어려움이 있었다. 11월에 연방 판사는 거시가 공인이 아니며, 앵글린이 의도적으로 독자들을 선동하여 거시를 괴롭혔고, 그러한 괴롭힘은 표현의 자유로 보호되지 않는다고 판결했다. 거시는 소송에서 증언했고, 그녀의 치료사도 "트롤 군대"의 계속된 괴롭힘이 그녀에게 미친 영향을 설명하기 위해 증언했다. 앵글린은 재판 판사의 명령에도 불구하고 출석하지 않았는데, 이는 자신의 안전을 우려했기 때문이라고 말했다. 그는 미국 밖에 있는 것으로 추정된다. 출석하지 않음으로써 그는 자신의 행동을 변호할 법적 권리를 포기했다.
2019년 7월 15일, 재판을 감독하는 연방 치안 판사는 거시가 400만 달러의 보상적 손해배상금과 1천만 달러의 징벌적 손해배상금으로 총 1,400만 달러의 불이행 판결을 받아야 한다고 권고했다. 또한 판사는 앵글린에게 더 데일리 스토머 웹사이트에서 거시에 대한 괴롭힘을 조장하는 게시물을 삭제하도록 강제해야 한다고 권고했다. 8월 8일, 판사의 권고는 미국 지방법원 판사에 의해 승인되었다. SPLC의 법무부차관인 데이비드 디니엘리는 조직이 "고객인 타냐 거시를 대신하여 현금, 자산 또는 지적 재산이든 상관없이 판결을 회수하기 위해 세상 끝까지 갈 것"이라고 말했다. "...앵글린이 1,400만 달러의 판결금을 전액 지불하지 않으면 우리는 압류할 수 있는 모든 자산을 압류하기 위해 다양한 절차를 사용할 것이다. 그리고 그의 금전적 및 기타 실물 자산이 불충분할 경우, 우리는 그의 무형 재산을 추적할 것이다." 당시 앵글린의 변호사(현재는 그를 대리하지 않음)에 따르면, 앵글린은 현재 미국 거주자가 아니다.

#### 테일러 덤슨
아메리칸 대학교의 첫 흑인 학생회장인 테일러 덤슨은 2018년 5월 앵글린이 그녀에 대한 인종차별적이고 성차별적인 트롤링 캠페인을 조직한 것에 대해 소송을 제기했다. 그녀는 앵글린이 자신의 이름과 사진, 페이스북 페이지 및 대학 학생회 트위터 계정 링크를 게시하고 독자들에게 그녀를 "트롤 폭풍"하도록 독려하여 수많은 증오와 인종차별적인 온라인 메시지가 그녀에게 향했다고 주장한다. 덤슨과 앵글린은 합의에 도달하지 못했지만, 그녀는 2018년 12월 그녀를 괴롭힌 사람 중 한 명인 오리건주 유진 출신의 에반 맥카티와 합의했다. 그는 네오나치 음악가이자 전 극장 배우로 "바이런 드 라 반달"(메드가 에버스 암살자 바이런 드 라 베크위스의 이름을 따왔다)로 알려져 있었으며, 파시스트 뱅가드 아메리카의 일원이자 데일리 스토머와 연계되어 있었다. 맥카티는 사과하고, 백인 우월주의를 포기하며, 온라인 트롤링과 신상 털기를 중단하고, 백인 우월주의자 기소 시 당국에 정보를 제공하고 협력해야 했다. 그녀를 대리하여 제기된 소송은 로스쿨 시민권위원회(Lawyers' Committee for Civil Rights Under Law)가 주도했으며, 이 위원회는 극단주의와 백인 우월주의자들의 노력을 늦추기 위한 수단으로 소송을 계속 사용하고 있다.
2019년 8월 9일, 연방 판사는 덤슨에게 앵글린, 브라이언 앤드루 에이드, 그리고 더 데일리 스토머를 소유한 페이퍼컴퍼니가 지급해야 할 72만 5천 달러 이상의 판결을 내렸다. 피고인들은 소송에 이의를 제기하기 위해 나타나지 않았으므로, 그들에 대한 불이행 판결이 내려졌으며, 이는 101,429.28달러의 보상적 손해배상금, 50만 달러의 징벌적 손해배상금, 그리고 124,022.10달러의 변호사 수수료 및 비용으로 구성되었다. 또한 접근 금지 명령과 덤슨에 대한 추가 게시를 금지하는 금지 명령이 내려졌다. 이 판결은 타냐 거시가 앵글린에게 1,400만 달러의 불이행 판결을 받은 지 하루 만에 나왔다.

### 선전물 배포
2016년, 더 데일리 스토머와 해커 "위브"는 미국 전역의 수천 개의 공개적으로 접근 가능한 인터넷 연결 프린터, 그 중 다수는 대학에 있는 프린터에 인종차별적이고 반유대주의적인 전단지 사본을 보내는 것을 공동으로 주장했다. 이 전단지는 독자들에게 웹사이트를 방문하고 "글로벌 백인 우월주의를 위한 투쟁"에 동참할 것을 촉구했다. 앵글린은 프린터 해킹은 "위브"의 공로이며, 더 데일리 스토머 팀 중 한 명이 전단지 텍스트를 작성했다고 밝혔다. 그해 4월 20일, 아돌프 히틀러의 생일에는 독일 대학의 프린터가 해킹되어 웹사이트 이름이 포함된 나치 선전 인쇄물이 출력되었다. 같은 해, 더 데일리 스토머는 활동을 확장하여 31개의 "클럽"을 설립했다.
더 데일리 스토머는 2016년 중반 포켓몬 GO 증강현실 비디오 게임의 인기를 활용하여 게임을 하기 위해 공공 장소에 모인 어린이들에게 인종차별적인 전단지를 배포했으며, 앵글린은 "나는 오랫동안 10대 미만 어린이들을 이 운동에 참여시켜야 한다고 생각했다. 그 나이에는 쉽게 세뇌할 수 있다. 10세 또는 11세에 나치즘을 받아들이는 사람은 평생 나치로 살 것이다"라고 설명했다. 2017년 5월 3일, 텍사스 대학교에서 치명적인 칼부림 공격이 발생한 다음 날, 캠퍼스 전역에 인종차별적인 전단지가 게시되었으며, 여기에는 더 데일리 스토머 웹사이트 주소, 흑인의 캐리커처, 그리고 "... 흑인 근처에서는 ... 절대 긴장을 풀지 마라!"라는 문구가 적혀 있었다.

## 2017년 유나이트 더 라이트 랠리 이후의 사이트 호스팅 문제

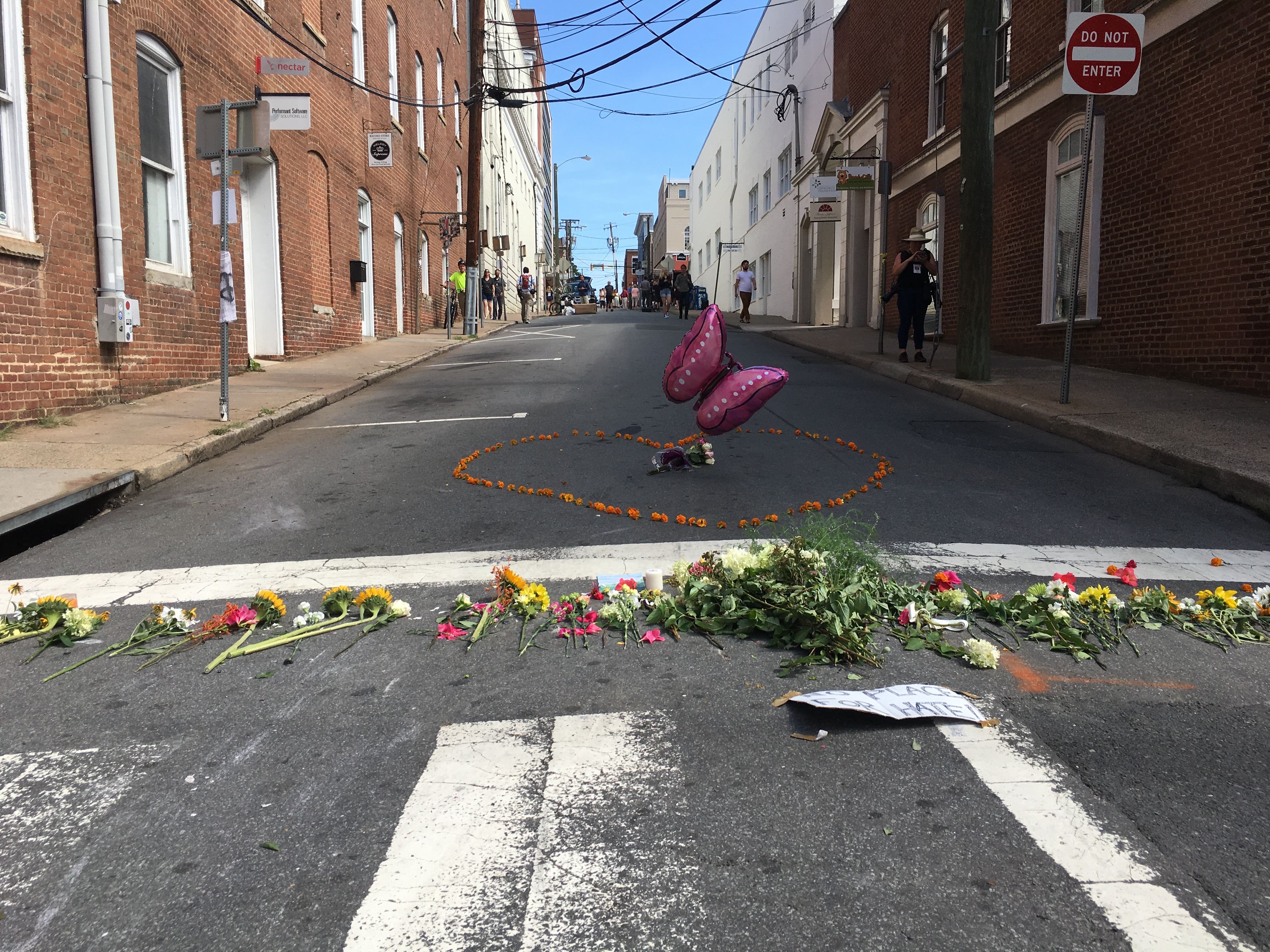
유나이트 더 라이트 랠리 중 헤더 헤이어가 사망한 장소의 추모비. 앵글린의 그녀의 죽음을 조롱하는 행위는 더 데일리 스토머가 여러 도메인 등록 기관에 의해 제거되는 결과를 초래했다.

더 데일리 스토머는 2017년 8월 11일과 12일 버지니아주 샬러츠빌에서 열린 극우 집회인 유나이트 더 라이트 랠리에 독자들의 참여를 독려했으며, 이 집회에서 반대 시위자인 헤더 헤이어가 차량 돌진 공격으로 사망했다. "위브"는 더 데일리 스토머 독자들에게 헤이어의 장례식에 참석하여 그녀를 "뚱뚱한 창녀"라고 부르도록 촉구했다. 앵글린과 "위브" 모두 헤이어가 차량 충격으로 사망한 것을 부인하며, 대신 그녀가 체중 관련 심장마비로 사망했다고 주장했다.
8월 13일, 웹사이트는 고대디로부터 앵글린의 기사에서 헤이어를 조롱하여 서비스 약관을 위반했다는 통보를 받았다. 앵글린은 24시간 이내에 새 도메인 등록 기관을 찾아야 했다. 다음 날 구글로 이전했으나, 구글은 약관 위반으로 거의 즉시 등록을 취소하고 웹사이트의 유튜브 계정도 종료했다. 다음 날, 웹사이트는 투코스에 등록되었으나, 투코스는 폭력을 정기적으로 선동한다는 이유로 몇 시간 후에 등록을 취소했다. 8월 15일, "위브"는 이 사이트가 다크 웹으로 이동했으며, 이제는 토르를 통해서만 접근할 수 있다고 발표했고, 페이스북은 사이트 링크를 금지하고 디스코드는 서버를 금지했다. 8월 16일, 더 데일리 스토머를 보호하는 데 사용되던 DNS 제공업체이자 프록시 서비스인 Cloudflare도 서비스를 종료했다. Cloudflare는 이전에 콘텐츠를 기반으로 사이트를 종료하는 것을 거부했었으나, CEO 매튜 프린스는 예외를 두어 회사 블로그에 공개 성명과 설명을 게시했다. 더 데일리 스토머는 이제 2017년 3월에 설립된 콘텐츠 배포 네트워크인 비트미티게이트로부터 DDoS 보호를 받는다. 이 회사의 설립자인 닉 림은 더 데일리 스토머가 "어리석다"고 생각하지만 표현의 자유를 믿는다고 말했다. 더 데일리 스토머와 연결된 여러 트위터 계정도 정지되었다.
8월 17일, dailystormer.ru로 이전한 후 러시아 미디어 감시 기관인 로스콤나조르는 해당 도메인의 폐쇄를 요청했다. 더 데일리 스토머는 클리어넷으로 잠시 돌아왔고, 네임칩에서 관리하는 .lol gTLD인 dailystormer.lol을 사용했다. 그러나 이틀 후, 네임칩은 도메인을 취소했다. 회사 CEO 리처드 커켄달은 "자료의 품질과 맥락, 그리고 폭력적인 단체 및 목적에 대한 지지가 보호받는 표현의 자유를 넘어 선동에 해당한다"고 밝혔으며, 특히 더 데일리 스토머에서 발표된 "백인 남자 + 자부심 + 조직 = 오븐에 채워지는 유대인이라는 것을 이해하기 위해 수학 박사 학위가 필요하지 않다"는 문구를 인용했다.
이 사이트는 8월 24일 punishedstormer.com으로 웹에 다시 나타났으며, 드림호스트가 호스팅했다. 드림호스트의 다른 고객으로는 극우 내셔널 뱅가드 (미국 조직)와 노스웨스트 프런트가 있다. 어나니머스 (단체)의 서비스 거부 공격으로 인해 드림호스트의 모든 사이트(백인 우월주의 이념과 관련 없는 사이트 포함)에서 간헐적인 서비스 중단이 발생했다. 공격 몇 시간 만에 드림호스트는 서비스 약관 위반을 이유로 사이트의 계정을 취소했으며, 호스트가 몇 년 전에 이미 사이트에서 쫓겨났고 자동 가입 절차를 악용했다고 밝혔다. 며칠 후, 더 데일리 스토머는 알바니아 .al ccTLD인 dailystormer.al에서 이용 가능했다. 나흘 만에 등록 기관인 Host.al에 의해 콘텐츠 규칙 위반으로 삭제되었다. 9월에는 더 데일리 스토머가 오스트리아에서 .at 주소로 잠시 등록되었으나, 지역 정치인들의 불만이 제기되자 등록 기관인 nic.at에 의해 삭제되었다. 그 달 말, 이 사이트는 표현의 자유로 유명한 나라 아이슬란드의 .is 도메인에 다시 나타났다. 앵글린은 이 북유럽 섬나라 정부의 최근 붕괴로 인해 정치인들이 자신의 웹사이트와 관련된 문제에 신경 쓸 여유가 없을 것이라고 말했다. 9월이 끝나기 전에 ISNIC는 앵글린이 자신의 주소를 공개하라는 표준 조건을 거부하자 더 데일리 스토머를 철수시켰는데, 그는 이 정보가 법 집행 기관에 넘어갈 것을 우려했다. 9월 21일부터 10월 6일까지 더 데일리 스토머는 카탈루냐어 및 문화를 홍보하는 웹사이트에만 할당된 .cat 도메인에 호스팅되었다. 스페인 정부가 정치 위기 속에서 등록 기관인 푼트CAT 재단 사무실을 급습한 후 약화된 필터를 악용하여 카탈루냐 독립을 지지하는 여러 기사를 발표했다. 2017년 11월, 더 데일리 스토머는 홍콩의 .hk 도메인에 등록되었으나, 그 달 말에 취소되었다.
2017년 11월 29일, 이 사이트는 GKG.net을 통해 등록된 새로운 .red 도메인 이름으로 다시 클리어 웹으로 돌아왔다. 이 도메인은 등록 기관에 의해 압수될 때까지 웹사이트를 온라인 상태로 유지했다. 도메인이 압수된 지 몇 시간 후, 이 사이트는 이전에 .red에 사용했던 동일한 등록 기관을 통해 새로운 .top 웹사이트에 등록되었다. .top 도메인은 2018년 2월 2일까지 지속되었고, 등록 기관에 의해 오프라인으로 전환되었다. 2018년 2월, 더 데일리 스토머는 중국 기반의 인터넷 회사 에라넷 인터내셔널 리미티드(Eranet International Limited)와 .name TLD로 새로운 도메인을 등록했다.

### 반응
인터넷 제공업체의 도메인 차단은 도메인 등록자가 인터넷을 감시하는 것의 함의에 대한 의문을 제기했다. 8월 21일, 더 레블 미디어 등록 취소(24시간 통보)는 더 데일리 스토머 등록 취소와 비교되었다. 두 웹사이트 모두 샬러츠빌 시위대에 동정적인 보도를 제공했기 때문이다.
전자 프런티어 재단은 기업들이 더 데일리 스토머와의 계약을 종료할 법적 권한이 있음을 인정했지만, 이러한 조치가 다른 정치적 견해, 특히 좌익 견해도 법적 보호를 거부당할 수 있는 위험한 선례를 만들었다고 말했다. 여러 뉴스 매체도 이 조치의 자유 발언 함의를 논의하는 사설을 발표했다.
8월 17일 현재, 더 데일리 스토머는 토르 네트워크의 다크 웹으로 돌아왔다. 이에 토르 프로젝트 팀은 웹사이트에 "혐오감을 느낀다"고 발표했지만 개입할 힘이 없다고 밝혔다.